# Volvon
Le Volvon est un cours d'eau affluent de la Coise dans le département de la Loire.

## Géographie

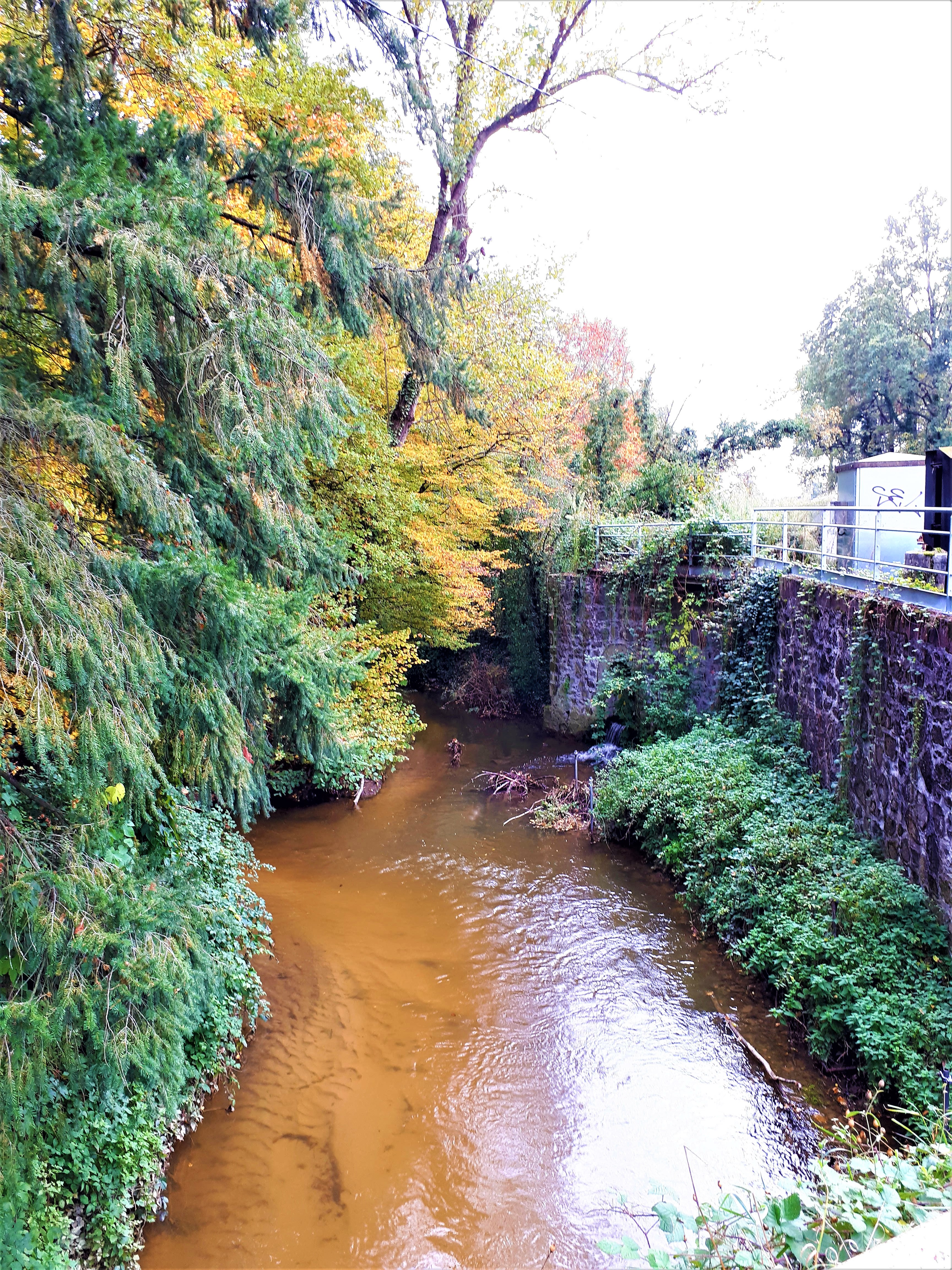
Le Volvon au pied de la voie ferrée Saint-Etienne - Roanne.

Le Volvon prend sa source sur la commune d'Aveizieux dans la Loire. Dans la première partie de son cours, il porte le nom de la Gérinière et ne prend celui de Volvon qu'après la confluence avec le Bélétrier (rg). Il coule d'abord vers l'ouest puis le nord-nord-ouest, passe près de Veauche et se jette en rive gauche dans la Coise près de Saint-Galmier.
Il est long de 12 kilomètres.